# Veľké Ludince
Veľké Ludince – wieś (obec) na Słowacji położona w kraju nitrzańskim, w powiecie Levice. Pierwsze wzmianki o miejscowości pochodzą z roku 1282. 
Według danych z dnia 31 grudnia 2012, wieś zamieszkiwało 1539 osób, w tym 795 kobiet i 744 mężczyzn.
W 2001 roku rozkład populacji względem narodowości i przynależności etnicznej wyglądał następująco:
- Słowacy – 15,64%
- Czesi – 0,54%
- Romowie – 0,95%
- Ukraińcy – 0,06%
- Węgrzy – 82,58%

Ze względu na wyznawaną religię struktura mieszkańców kształtowała się w 2001 roku następująco:
- Katolicy rzymscy – 81,57%
- Grekokatolicy – 0,06%
- Ewangelicy – 0,48%
- Ateiści – 1,37%
- Nie podano – 0,59%